# Love Lives
A Love Lives az Aerosmith énekesének kislemeze, mely a Space Battleship Yamato című film betétdalából készült. A korong november 24-én jelent meg.

## Az album dalai
1. Love Lives (Steven Tyler) – 4:40
2. Love Lives (akusztikus verzió) (Tyler) – 4:44
3. Love Lives (zongorás verzió) (Tyler) – 4:46
4. Love Lives (instrumentális verzió) (Tyler) – 4:38